# Joseph Hoch
Joseph Paul Johannes Hoch (Francoforte sul Meno, 3 maggio 1815 – Francoforte sul Meno, 19 settembre 1874) è stato un avvocato e filantropo tedesco. Lasciò in eredità la sua fortuna alla Fondazione del Conservatorio Hoch, fondata nel 1878 a Francoforte. È, dopo Lipsia e Berlino, il settimo conservatorio di musica più antico della Germania.

## Biografia
Hoch proveniva da una famiglia che era stata a Francoforte sul Meno per generazioni. Tutti e quattro i suoi nonni avevano vissuto lì. Suo padre, l'avvocato Johann Peter Hieronymus Hoch (1779–1831), era un magistrato e senatore che, nel 1829, divenne sindaco della Città libera di Francoforte. Anche sua madre, Ottilie von Sodenstern, nata in Svizzera, era figlia di un magistrato e senatore.
Iniziò a studiare pianoforte e violino in giovane età. Come suo padre prima di lui, Hoch studiò legge e conseguì il titolo di dottore in legge. All'età di 41 anni sposò la baronessa Ottilie von Sodenstern, che gli sarebbe sopravvissuta per 48 anni. Morì a Kassel nel 1922. La coppia non ebbe figli.
Ereditò una grande fortuna da entrambi i lati della sua famiglia. Decise presto, con il banchiere Johann Friedrich Städel come modello, di lasciare in eredità abbastanza soldi alla sua città per fondare un istituto di educazione artistica. Prima di fare un viaggio in Inghilterra nel 1843, stese una prima versione di un testamento con questo intento, che fu completata il 14 luglio 1857. Nel suo testamento di 21 paragrafi, lasciò alla Fondazione del Conservatorio circa un milione di marchi d'oro tedeschi.
La sua tomba si trova nel cimitero della città principale di Francoforte.